# Sint-Bernarduskerk (Hazerswoude-Rijndijk)
De R.K. Sint-Bernarduskerk, ook wel de Scheepjeskerk genoemd vanwege de windvaan in de vorm van een schip, is een katholieke kerk in de Nederlandse buurtschap Groenendijk in Hazerswoude-Rijndijk (gemeente Alphen aan den Rijn, provincie Zuid-Holland).
De kerk werd in 1855 gebouwd naar een ontwerp van architect W.J. van Vogelpoel. Het is een eenbeukige neogotische kerk. Het huidige orgel werd in 1901 geschonken door de parochie. In een verbouwing in 1951/1952 werd het interieur van de kerk aangepast. In 1962 werd de toren gerestaureerd. In 2024 werd de kerk verkocht en de Stichting Scheepjeskerk wil er betaalbare sociale huurwoningen in realiseren.